# 山本おさむ
山本 おさむ（やまもと おさむ）は、日本の漫画家。血液型はA型。長崎県立大村工業高校卒業。妻（後に死別）は同業者の久木田律子。

## 来歴
母子家庭に育ち、1973年に高校卒業後に上京して、運送助手などをしながら漫画修業した。1976年から巴里夫のアシスタントを数年間つとめて、その他に尾瀬あきらのアシスタントもつとめながら、作品を幾多かの出版社に持ち込むが、すべて断られて、唯一『漫画アクション』（双葉社）のみ認められて、本名の山本 収名義で1980年にデビューした。
その後『ぼくたちの疾走』などの青春漫画路線から、『遥かなる甲子園』以降、『漫画アクション』の編集長に掛け合った末に聴覚障害者などを取り上げた作品を多く描くようになる。こうしたテーマへの取り組みの意図は、エッセイ『どんぐりの家のスケッチ - 漫画で障害者を描く』（1998年刊行）で読むことができる。
『遥かなる甲子園』では聾学校の野球部の子供たちを、『わが指のオーケストラ』では日本のろう教育の歴史を描き、障害児教育へ一石を投じたものとして反響を呼んだ。聾学校での重複障害の子供たちを描いた。
『どんぐりの家』は第24回（1995年度）日本漫画家協会賞優秀賞を受賞した。同作品は1997年に映画化され、社会的にも話題になった。映画化にあたり、自ら脚本の執筆、総監督を行った。第1回文化庁メディア芸術祭アニメーション部門優秀賞を受賞した。
夭折した非凡の棋士村山聖の人生を基にした『聖-天才・羽生が恐れた男』を描くことになったきっかけは、後に死別した妻の久木田が村山と同じ病気を患っていたことであり、間もなく久木田は連載中に亡くなった（後に福島県岩瀬郡天栄村出身の女性と再婚）。
ほかに日本共産党の機関紙『しんぶん赤旗 日曜版』でエッセイ漫画『今日もいい天気』を連載している（2008年 - 2009年パートI、2012年パートII、2017年パートIII）。福島県天栄村での作者の田舎暮らしをコミカルに描いたパートIが好評だったため、震災前の2010年にパートIIの連載が決まっていたが、その後の原発事故を受け、編集部は続編は無理ではないかと判断していた。作者自身の自主避難体験を描くことを決意していたことも連載の中で描かれている。パートIと対照的な連載になったが、パートIも含めたこの作品が、第42回 （2013年度）日本漫画家協会賞特別賞を受賞をした。
九条の会傘下の「九条の会・さいたま」呼びかけ人を務めている。

## 作品リスト
- ぼくたちの疾走 - 『漫画アクション』（双葉社、1981年 - 1985年）
- 麦青 - 共著：白山宣之、『漫画アクション』（双葉社、1986年）
- 8カラット - （双葉社、1987年）
- 遥かなる甲子園 - 『漫画アクション』（双葉社、1988年 - 1990年）
- わが指のオーケストラ - 原案：川淵依子『指骨』、『ヤングチャンピオン』（秋田書店、1991年 - 1992年、全4巻）
- どんぐりの家 - 『ビッグコミック』（小学館、1993年 - 1997年）
- ペンだこパラダイス（双葉社、1994年 - 1995年）
- コキーユ - 貝殻 - 『ビッグコミック』（小学館、1995年）
- オーロラの街 - 『ビッグコミック』（小学館、1998年 - 1999年）
- 聖 -天才・羽生が恐れた男- - 『ビッグコミック』（小学館、2000年 - 2002年）
- Hey!! ブルースマン - 『モーニング』（講談社、2003年 - 2004年）
- 天上の弦 - 『ビッグコミック』（小学館、2003年 - 2006年）『海峡を渡るバイオリン』を原作に、バイオリン製作者陳昌鉉を題材にした漫画。
- どんぐりの家〜それから〜 - （小学館、2007年）
- 今日もいい天気 - 『しんぶん赤旗 日曜版』（2008年 - 2009年、2012年、2017年）
- そばもん ニッポン蕎麦行脚 - 監修：藤村和夫 『ビッグコミック増刊号』（2008年 - 2009年）→『ビッグコミック』（小学館、2009年 - 2016年）
- 津軽 太宰治短編集（原作：太宰治、小学館、2011年）
- そばもん外伝 駿府のそば - 山本おさむ with 神田ゆう、『コミック乱ツインズ』（リイド社、2016年 - ）
- 赤狩り THE RED RAT IN HOLLYWOOD - 『ビッグコミックオリジナル』（小学館、2017年 - 2021年、全10巻）
- 父を焼く - 『ビッグコミックオリジナル』（原作：宮部喜光、小学館、2022年[6]）
  - シリーズ【父を焼く】もものこと - 『ビッグコミックオリジナル』2022年20号[7] - 2023年3号[8]（小学館、2022年 - 2023年）
- れむ - 『ビッグコミックオリジナル』（小学館、2024年1号[9] - ）

### 漫画以外の作品
- 小説どんぐりの家（汐文社 1997年） - 原案
- どんぐりの家のデッサン-漫画で障害者を描く（岩波書店、1998年。2018年岩波現代文庫） - エッセイ
- 映画『星に語りて』（2019年3月全国公開） - 脚本